# Chẩn gia chính nhãn
Chẩn gia chính nhãn là một thư tịch cổ có nguồn gốc từ Trung Quốc, và đời nhà Thanh. Sách do Lý Sĩ Tài viết tay và xuất bản vào năm Đinh Mùi 1667 dưới triều vua Khang Hi. Nội dung chép lại các sách thuốc ở Trung Quốc. Sách chia làm 2 phần Thượng và Hạ, có phàm lệ và mục lục.